# Giovanni Angelo Becciu
Giovanni Angelo Becciu (Pattada, província de Sàsser, 2 de juny de 1948) és un sacerdot i diplomàtic italià de la Santa Seu, delinqüent convicte. Entre 2011 i 2018 fou Substitut per Afers Generals, un càrrec clau dins la Cúria Romana. El papa Francesc el va nomenar cardenal el 28 de juny de 2018. El 24 de setembre de 2020 va renunciar als drets del cardenalat.
Va dirigir la Congregació per a les Causes dels Sants entre 2018 i 2020, quan va dimitir d'aquest càrrec i dels drets i privilegis del cardenalat, inclòs el dret de participar en un conclave papal, quan el van implicar en un escàndol de corrupció financera; manté el títol de cardenal.
El juliol de 2021, un jutge vaticà va ordenar processar Becciu i nou persones més per malversació, abús de poder i suborn. Els càrrecs estaven relacionats amb una inversió immobiliària a Londres. Becciu va dir que era innocent i "víctima d'una conspiració". El judici de Becciu va ser el primer judici criminal d'un cardenal en un tribunal vaticà.
El 16 de desembre de 2023 fou condemnat a cinc anys i mig de presó i a inhabilitació de per vida per a exercir cap càrrec a la Santa Seu.

## Biografia
Va rebre l'ordenació sacerdotal el 27 d'agost de 1972 de les mans del bisbe Francesco Cogoni, de la diòcesi d'Ozieri, a la que fou adscrit. Va treballar en diverses nunciatures apostòliques, entre elles les de República Centreafricana, Nova Zelanda, Regne Unit, França i Estats Units.
El 15 d'octubre de 2001 el Papa Joan Pau II el nomena nunci apostòlic a Angola i arquebisbe titular de Roselle. Un mes després el Papa el nomena nunci apostòlic a São Tomé i Príncipe. L'1 de desembre de 2001 rep l'ordenació episcopal de les mans del cardenal Angelo Sodano.
El 23 de juliol de 2009 el Papa Benet XVI el transfereix a la delicada nunciatura apostòlica de Cuba. El 10 de maig de 2011 el Papa el nomena Secretari per als Assumptes Generals de la Secretaria d'Estat vaticana en substitució de l'arquebisbe Fernando Filoni, nomenat prefecte de la Congregació per a l'Evangelització dels Pobles.
El 31 d'agost de 2013 el papa Francesc el confirma en el càrrec. El 18 d'abril de 2015 fou guardonat amb l'Orde al Mèrit de la República Italiana. En gener de 2014 Becciu va reclamar a l'ex subcomandant de la Guàrdia suïssa que donés noms respecte a les afirmacions que existia un poderós lobby gai al Vaticà. El comandant retirat de la Guàrdia suïssa Elmar Mäder va dir al setmanari suís Sonntag que hi havia una xarxa d'homosexuals a la cúria romana, insinuant que plantejava un "risc de seguretat" per al Papa.